# 尖叶下珠
尖叶下珠（学名：Phyllanthus fangchengensis）为大戟科叶下珠属下的一个种，為灌木。